# Henio Tulistworek
Henio Tulistworek (ang. Henry Hugglemonster, 2013–2015) – irlandzki serial animowany, wyprodukowany przez Brown Bag Films. Serial powstał na podstawie powieści irlandzkiej pisarki i ilustratorki dla dzieci Niamh Sharkey pt. I’m a Happy Hugglewug.
Premiera serialu miała miejsce na kanałach Disney Junior 8 lutego 2013 roku w Wielkiej Brytanii i Irlandii i 15 kwietnia 2013 roku w Stanach Zjednoczonych. W Polsce premiera serialu odbyła się 3 sierpnia 2013 roku na kanale Disney Junior.
26 września 2013 zostało ogłoszone, że stacja Disney Junior otrzymała zamówienie na drugi sezon.

## Fabuła
Serial opisuje perypetie pięcioletniego Henia Tulistworka, który mieszka z rodzicami i rodzeństwem – Kazikiem, Lilką i Igorem w miasteczku Stworkowo. Jego najlepszym przyjacielem jest Daniel. Chłopcy razem muszą zmagać się z codziennymi problemami. Życie Henia byłoby całkiem zwyczajne, gdyby nie to, że on i cała jego rodzina należą do świata nadprzyrodzonego.

## Obsada
- Lara Jill Miller – Henio Tulistworek
- Lori Alan – Mamcia Tulistworek
- Brian Blessed – Edward Wielgachnystworek
- Brenda Blethyn – Ernestine Wielgachnystworek
- Grey DeLisle – Stella Wielgachnystworek
- Geri Halliwell – Isabella Roarson
- Tom Kenny – 
  - Tatko Tulistworek,
  - Dziadzio Tulistworek
- Rob Paulsen – Daniel Lenistworek
- Kari Wahlgren – Igor Tulistworek
- Hynden Walch – Lilka Tulistworek
- Chiara Zanni – Kazik Tulistworek

## Wersja polska
Wersja polska: SDI Media Polska

Reżyseria: Artur Kaczmarski

Dialogi: Małgorzata Kochańska

Teksty piosenek:
- Michał Wojnarowski (odc. 1-52)
- Maciej Wysocki (odc. 53-98)

Kierownictwo muzyczne: Juliusz Kamil Kuźnik

Koordynacja produkcji: Ewa Krawczyk

Kierownictwo produkcji: Beata Jankowska

Wystąpili:
- Agnieszka Mrozińska-Jaszczuk – Henio Tulistworek
- Katarzyna Pysiak – Lilka Tulistworek
- Jakub Szydłowski – Tatko Tulistworek
- Paweł Ciołkosz – Kazik Tulistworek
- Katarzyna Kozak – Mamcia Tulistworek
- Beata Wyrąbkiewicz – Greta
- Mateusz Narloch – Daniel Lenistworek
- Anna Sztejner – 
  - Robercik,
  - Matylda
- Stefan Knothe – Dziadzio Tulistworek
- Mirosława Krajewska – Babcia Tulistworek
- Izabela Dąbrowska – Stella Wielgachnystworek
- Janusz Wituch – Edward Wielgachnystworek
- Cezary Kwieciński – policjant Higgins
- Grzegorz Pawlak – Senior Roartonio
- Józef Pawłowski – Max

Lektor: Artur Kaczmarski